# Lejdy
Lejdy (deutsch Legden) ist ein Dorf in der polnischen Woiwodschaft Ermland-Masuren, das zur Landgemeinde Bartoszyce im Powiat Bartoszycki (Bartenstein) gehört.

## Geographie
Lejdy liegt an der Beisleide, zwei Kilometer südlich der russisch-polnischen Staatsgrenze nordöstlich der früheren Bahnstrecke von Preußisch Eylau (heute russisch: Bagrationowsk) Richtung Bartenstein (heute polnisch: Bartoszyce), einem Teilstück der ehemaligen Ostpreußischen Südbahn. Die vormalige Kreisstadt Bagrationowsk ist neun, die jetzige Kreismetropole Bartoszyce zehn Kilometer entfernt. 
Das Dorf ist über eine Stichstraße zu erreichen, die bei Bezledy (Beisleiden) von der polnischen Droga krajowa 51 (ehemalige deutsche Reichsstraße 128) abzweigt. Eine Bahnanbindung besteht nicht mehr, seitdem die Bahnstrecke mit der nächsten Bahnstation Głomno (Glommen) außer Betrieb genommen wurde.

## Geschichte
Lejdy wurde 1341 erstmals urkundlich erwähnt. In den Folgejahren bilden sich Namensformen wie Leyden (1341), Leiden (vor 1595), Loyden (vor 1785) und bis 1945 Legden. 
Am 7. Mai 1874 wurde Legden Teil des neu gebildeten Amtsbezirks Beisleiden (polnisch: Bezledy), der bis 1945 zum Landkreis Preußisch Eylau (heute russisch: Bagrationowsk) im Regierungsbezirk Königsberg der preußischen Provinz Ostpreußen gehörte. Am 1. Dezember 1910 waren in Legden 67 Einwohner registriert.
Am 30. September 1928 schlossen sich die Landgemeinde Legden und die Gutsbezirke Beisleiden (Bezledy) sowie Klein Wolla (1938 bis 1945 Kleinwallhof, polnisch Wólka) zur neuen Landgemeinde Legden zusammen. Die Einwohnerzahl stieg bis 1933 auf 568 und betrug 1939 noch 554.
Infolge des Zweiten Weltkrieges kam Legden 1945 zu Polen und erhielt den polnischen Namen „Lejdy“. Das Dorf gehört heute zur Landgemeinde Bartoszyce im gleichnamigen Powiat in der Woiwodschaft Ermland-Masuren (1975–1998 in der Woiwodschaft Olsztyn).

## Religionen
Vor 1945 war die Bevölkerung Legdens fast ausnahmslos evangelischer Konfession. Der Ort war in das Kirchspiel Preußisch Eylau (russisch: Bagrationowsk) eingepfarrt und lag im Kirchenkreis Preußisch Eylau in der Kirchenprovinz Ostpreußen der Kirche der Altpreußischen Union. 
Heute ist die Einwohnerschaft Lejdys mehrheitlich katholischer Konfession und gehört zur Pfarrei Bezledy innerhalb des Dekanats Bartoszyce im Erzbistum Ermland der Katholischen Kirche in Polen. Hier lebende evangelische Kirchenglieder sind Teil der Kirchengemeinde in Bartoszyce, die eine Filialgemeinde der Pfarrei in Kętrzyn ist und zur Diözese Masuren der Evangelisch-Augsburgischen Kirche in Polen gehört.